# Martes martes minoricensis
Martes martes minoricensis es una subespecie de  mamíferos carnívoros  de la familia Mustelidae,  subfamilia Mustelinae.

## Distribución geográfica
Se encuentra en Eurasia.